# Такеши Окада
Такеши Окада (јап. 岡田 武史; 25. август 1956) бивши је јапански фудбалер.

## Каријера
Током каријере је играо за Фурукава.

## Репрезентација
За репрезентацију Јапана дебитовао је 1980. године. За тај тим је одиграо 24 утакмице и постигао 1 гол.

## Статистика
| Јапан  | Јапан   | Јапан  |
| Година | Наступи | Голови |
| ------ | ------- | ------ |
| 1980.  | 3       | 0      |
| 1981.  | 5       | 0      |
| 1982.  | 2       | 1      |
| 1983.  | 7       | 0      |
| 1984.  | 4       | 0      |
| 1985.  | 3       | 0      |
| Укупно | 24      | 1      |